# Саттаров, Гумар Фаизович
Гумар Фаизович Саттаров (2 июля 1932, Молвино, Татарская АССР — 26 августа 2020, Казань) — советский и российский татарский филолог. Доктор филологических наук. Заслуженный деятель науки Российской Федерации (2003). Заслуженный деятель науки Татарской ССР (1991). Лауреат Государственной премии Республики Татарстан в области науки и техники (2002). Заслуженный профессор Казанского университета.
Научные работы посвящены тюрко-татарской ономастике, татарской лексикологии, культуры речи, этнолингвистики, диалектологии и истории татарского языка, методики преподавания татарского языка. Всемирно известный тюрколог-ономаст; создал и развил новую отрасль татарского языкознания и тюркологии-ономастики. Известен татарстанской общественности как автор книг «Исемең матур, кемнәр куйган?» («Имя красивое, кто нарек?») и «Татар исемнәре ни сөйли?» («О чём говорят татарские имена?») о значении и происхождении татарских имен.

## Биография
Родился 2 июля 1932 года в деревне Молвино Нурлатского района (ныне в Зеленодольского района) Татарской АССР.
Отец погиб на фронте Великой Отечественной войны.
Выпускник Казанского государственного университета (1955), получил специальность преподавателя татарского языка и литературы.
После окончания университета был направлен в Тобольский государственный пединститут. В тобольском вузе отработал четыре года старшим преподавателем кафедры татарского языка и литературы и вернулся в альма-матер.
В 1959—1962 годах Г. Ф. Саттаров в аспирантуре при кафедре татарского языка Казанского университета, научным руководителем выступил зафкафедрой кфн М. З. Закиев (в будущем — доктор наук, ректор Казанского педагогического института (1967—1986), директор Института языка, литературы и истории КНЦ РАН (1986—1996), Председатель Верховного Совета Татарской АССР (1980—1990)).
В 1962 году был принят на кафедру татарского языка ассистентом. За 58 лет в родном Казанском университете Г. Ф. Саттаров прошёл путь до профессора и почётного звания «Заслуженного профессора Казанского университета». Ступени карьеры: 1967 — доцент, 1981 — профессор кафедры татарского языка, 1994—1999 гг. завкафедрой.
В 1963 году защитил кандидатскую диссертацию «Развитие культуры татарской речи учащихся V—VIII классов в условиях местного диалекта», в 1975 г. — докторскую диссертацию «Антропотопонимия Татарской АССР».
Принимал активное участие с научными докладами и выступлениями в работе международных конгрессов по ономастике (Лейпциг, 1984; Хельсинки, 1990) и всесоюзных конференций по ономастике Поволжья (Ульяновск, 1967; Горький, 1969; Уфа, 1971; Саранск, 1973; Пенза, 1975; Волгоград, 1989, 1998, 2002), всесоюзных тюркологических конференций (Ташкент, 1974; Алма-Ата, 1979; Фрунзе, 1988); I Всесоюзной конференции по тюркской ономастике (Фрунзе, 1986); Всесоюзной конференции «Исторические названия — памятники культуры» (Москва, 1989, 1991); Всесоюзной ономастической конференции «Перспективы развития советской ономастики» (Москва, 1990), Международной конференции «Языки, духовная культура и история тюрков: традиции и современность» (Казань, 1992), Международной научной конференции «Бодуэновские чтения» (Казань, 1999, 2001) и других конференций.
Научные работы Г. Ф. Саттарова получили высокую оценку в отзывах, рецензиях и трудах крупных отечественных и зарубежных ученых-тюркологов и востоковедов.
Сын — Айвар Саттаров, архитектор.
Умер 26 августа 2020 года в Казани.
Похоронен 27 августа на кладбище родного села Молвино Зеленодольского района.